# 安娜堡鐵路 (1895年—1976年)
安娜堡鐵路（英語：Ann Arbor Railroad；報告記号為）是美國的一條鐵路，在俄亥俄州托萊多、密歇根州埃爾伯塔和法蘭克福之間運營，它的火車渡輪運營橫跨密歇根湖。運營線路全長約294英里。1967年，該線路共有5.72億噸英里的淨收入運費，其中的1.07億來自“湖泊中轉服務”；該總數不包括39英里的分公司管轄的馬尼斯蒂克-蘇必利爾湖鐵路。